# حسين هاشمي (لاعب كرة سلة)
حسين هاشمي هو لاعب كرة سلة إيراني. مثّل منتخب بلاده. شارك في دورة الألعاب الأولمبية الصيفية سنة 1948.

## روابط خارجية
- حسين هاشمي على موقع الاتحاد الدولي لكرة السلة (الإنجليزية)
- حسين هاشمي على موقع سبورتس رفرنس (الإنجليزية)
- حسين هاشمي على موقع أوليمبيديا (الإنجليزية)